# 중신그룹
중신그룹(中国中信集团有限公司, 중국중신그룹유한회사), 시틱그룹, CITIC 그룹(CITIC Group)은 1979년 룽이런이 덩샤오핑의 승인을 받아 설립한 중화인민공화국 국유 투자회사이다. 본부는 베이징 차오양구에 있다. 2019년 기준 중국 최대의 국영 대기업이자 세계에서 가장 큰 해외 자산 풀 중 하나이다. 2023년에는 포브스 글로벌 2000에서 71위에 올랐다.

## 비즈니스
초기 목표는 "외자 유치 및 활용, 첨단 기술 도입, 운영 및 관리에 있어 선진적이고 과학적인 국제 관행 채택"이었다. 현재 중국 본토, 홍콩, 미국, 캐나다, 호주 및 뉴질랜드에 중국시틱은행, 시틱유한회사, 시틱신탁, 시틱머천트(주로 은행)를 포함하여 44개의 자회사를 소유하고 있다.

## 같이 보기
- 시틱 플라자: 광저우시의 마천루
- 시틱 타워: 홍콩의 초고층건물